# Luotian, Jishui
Luotian är en köpinghuvudort i Kina. Den ligger i provinsen Jiangxi, i den sydöstra delen av landet, omkring 190 kilometer söder om provinshuvudstaden Nanchang. Antalet invånare är 18 660. Befolkningen består av 8 701 kvinnor och 9 959 män. Barn under 15 år utgör 21,0 %, vuxna 15-64 år 70 %, och äldre över 65 år 7,0 %.
Runt Luotian är det ganska tätbefolkat, med 139 invånare per kvadratkilometer. Närmaste större samhälle är Tengtian, 13,9 km nordost om Luotian. I omgivningarna runt Luotian växer i huvudsak blandskog.
Genomsnittlig årsnederbörd är 2 107 millimeter. Den regnigaste månaden är juni, med i genomsnitt 314 mm nederbörd, och den torraste är oktober, med 22 mm nederbörd.